# Cyclolabus convexus
Cyclolabus convexus là một loài tò vò trong họ Ichneumonidae.